# Dincolo de barieră
Dincolo de barieră este un film românesc din 1965 realizat de Francisc Munteanu după piesa Domnișoara Nastasia a scriitorului George Mihail Zamfirescu. Rolurile principale au fost interpretate de actorii Ion Dichiseanu, Anca Irina Ionescu și Silviu Stănculescu.

## Distribuție
Distribuția filmului este alcătuită din:
- Ion Dichiseanu — Vulpașin, proprietarul unui atelier de fierărie, un bărbat violent temut de locuitorii mahalalei
- Anca Irina Ionescu — Nastasia, fiica lui Ion Sorcovă, femeia pe care o iubește Vulpașin
- Silviu Stănculescu — Luca, muncitor la Danubiana, logodnicul Nastasiei
- Elena Pințea — Paraschiva, prostituată, femeia pe care o vizitează uneori Vulpașin (menționată Leni Pințea)
- Mircea Constantinescu — Ion Sorcovă, tatăl bătrân al Nastasiei
- Ștefan Bănică — Ionel, frizerul mahalalei, prietenul lui Vulpașin
- Stelian Cremenciuc — Stoica, cerșetorul înalt
- Silvia Fulda — proprietăreasa văduvă a casei de pe strada Popa Nan
- Fărâmiță Lambru — Fărâmiță, lăutarul acordeonist (menționat Fărîmiță Lambru)
- Ana Széles — iubita lui Ionel (menționată Anna Széles)
- Victor Moldovan
- Ion Anghel — Ichim, meseriașul care confecționează funii de cânepă (menționat Nino Anghel)
- Ilie Duțu
- Alexandru Vasiliu (menționat Alex. Vasiliu)
- Traian Petruț — Cristescu, cârciumarul mahalalei
- Nae Ștefănescu — comisarul de poliție
- Gheorghe Novac (menționat Gh. Novac)
- Dumitru Chesa — muncitor chefliu (nemenționat)

## Primire
Filmul a fost vizionat de 2.401.665 de spectatori în cinematografele din România, după cum atestă o situație a numărului de spectatori înregistrat de filmele românești de la data premierei și până la data de 31 decembrie 2014 alcătuită de Centrul Național al Cinematografiei.